# 诺水河镇
诺水河镇，是中华人民共和国四川省巴中市通江县下辖的一个乡镇级行政单位。2020年5月，撤销铁厂乡，将其所属行政区域划归诺水河镇管辖。

## 行政区划
诺水河镇下辖以下地区：
平溪街道社区、玉皇坝村、唐二坪村、金家坝村、大干溪村、鲁坝村、铁坪村、香山寺村、宝光山村、狮子口村、鸳鸯坪村、箱子坪村、聂家坝村、碧山村、吕家坝村、瓦石滩村、金溪河村、徐二湾村、清潭坝村、梓潼庙村、白山村、柳林村、天井坝村、碗厂沟村和小骡马村。